# Rudno (Slowakei)
Rudno (1927–1946 slowakisch „Rúdno“; deutsch Rauden, ungarisch Turócrudnó – bis 1907 Rudnó) ist eine Gemeinde in der Nord-Mitte der Slowakei mit 210 Einwohnern (Stand 31. Dezember 2024). Sie liegt im Okres Turčianske Teplice, einem Teil des Žilinský kraj.

## Geographie
Die Gemeinde befindet sich am Übergang vom Südwestteil des Turzbeckens in das Žiar-Gebirge am Bach Podskalie. Das Ortszentrum liegt auf einer Höhe von 510 m n.m. und ist 14 Kilometer von Turčianske Teplice sowie 26 Kilometer von Martin entfernt.
Das Gemeindegebiet von Rudno grenzt an Slovenské Pravno im Norden, Liešno im Osten, Budiš im Süden, Jasenovo im Südwesten, Nitrianske Pravno im Westen und Brieštie im Nordwesten.

## Geschichte
Rudno wurde zum ersten Mal 1343 als Rudna schriftlich erwähnt und gehörte damals zum Besitz der Landesherren von Slovenské Pravno. 1553 entstand hier eine Bergwerkssiedlung mit einem Erbrichter. 1715 gab es 13 Haushalte im Ort, 1787 hatte die Ortschaft 33 Häuser und 251 Einwohner. 1828 zählte man 41 Häuser und 250 Einwohner, die als Handwerker und Landwirte beschäftigt waren.
Bis 1918 gehörte der im Komitat Turz liegende Ort zum Königreich Ungarn und kam danach zur Tschechoslowakei beziehungsweise heute Slowakei. In der ersten tschechoslowakischen Republik arbeiteten die Einwohner in den Wäldern und in der örtlichen Säge, außerdem gab es eine Ziegelei und eine Tradition der Weberei.

## Bevölkerung
| Jahr                | 1994 | 2004    | 2014    | 2024    |
| ------------------- | ---- | ------- | ------- | ------- |
| Anzahl der Personen | 228  | 227     | 212     | 210     |
| Unterschied         |      | −0,43 % | −6,60 % | −0,94 % |

| Jahr                | 2023 | 2024 |
| ------------------- | ---- | ---- |
| Anzahl der Personen | 210  | 210  |
| Unterschied         |      | +0 % |

Nach der Volkszählung 2011 wohnten in Rudno 225 Einwohner, davon 223 Slowaken sowie jeweils ein Bulgare und Tscheche.
118 Einwohner bekannten sich zur Evangelischen Kirche A. B., 62 Einwohner zur römisch-katholischen Kirche und ein Einwohner zur orthodoxen Kirche. 40 Einwohner waren konfessionslos und bei vier Einwohnern wurde die Konfession nicht ermittelt.

## Bauwerke

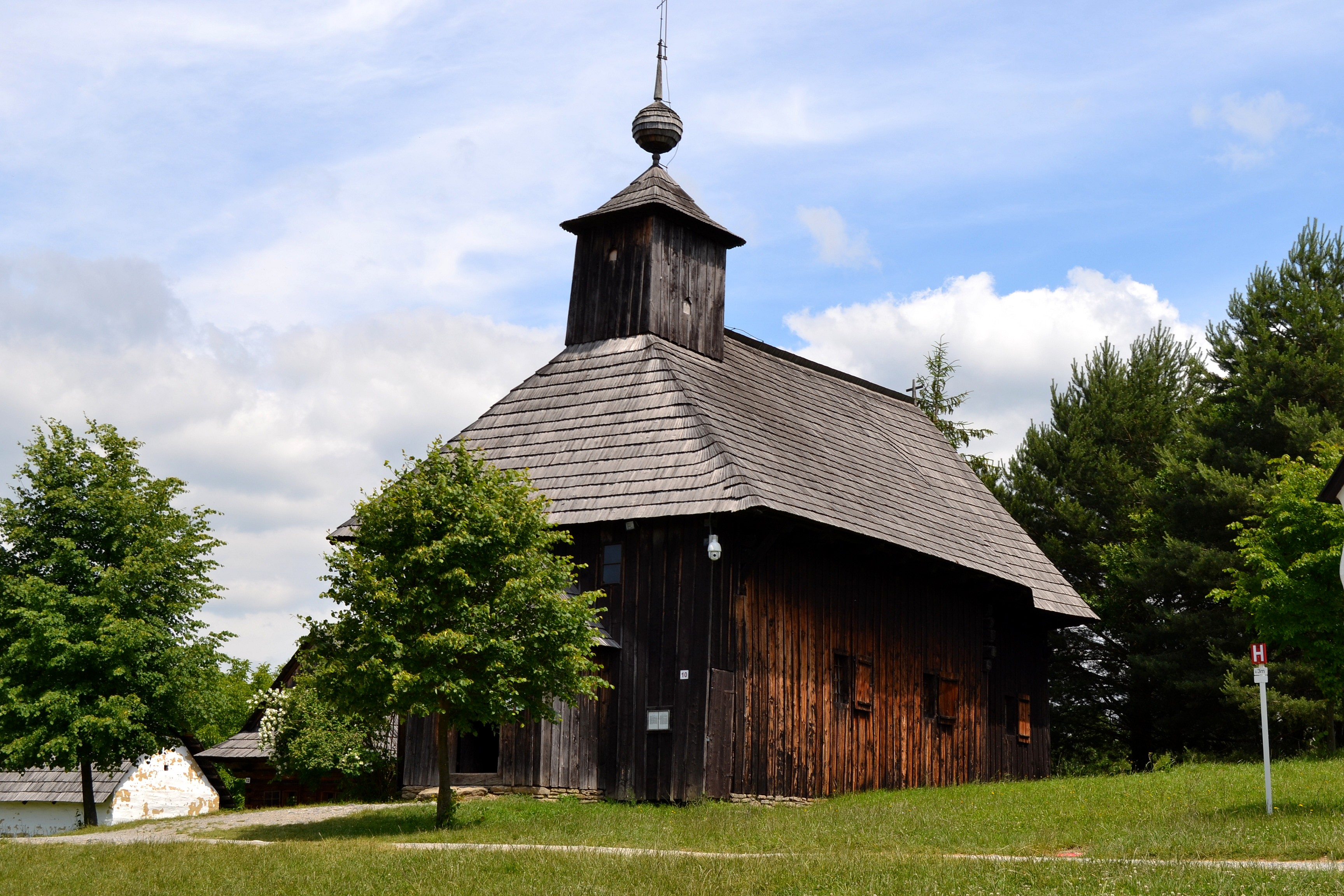
Ansicht der Holzkirche

- römisch-katholische Holzkirche St. Stephan aus den Jahren 1790–1792, die eine ältere Kirche aus dem Jahr 1422 ersetzte. Heute kann diese Kirche im Museum des slowakischen Dorfes (Múzeum slovenskej dediny) in Martin besichtigt werden.